# ダウンタウン乱闘行進曲
『ダウンタウン乱闘行進曲』（ダウンタウンらんとうこうしんきょく）は、アークシステムワークスより発売されたゲームソフト。
バージョンアップ版となる『ダウンタウン乱闘行進曲マッハ』についても併せて記述する。

## ダウンタウン乱闘行進曲 〜かちぬきかくとうSP〜
『ダウンタウン乱闘行進曲 〜かちぬきかくとうSP〜』（ダウンタウンらんとうこうしんきょく かちぬきかくとうスペシャル）は、アークシステムワークスより発売されたゲームソフト。2016年12月26日にPlayStation 4版、2017年9月29日にSteam版が順次配信されている。
「くにおくんシリーズ」の中でも人気が高く、数度のリメイクが行われている『ダウンタウン熱血行進曲 それゆけ大運動会』(以下、『行進曲』と表記)で特に人気の高い競技種目である「かちぬきかくとう」をクローズアップし、様々な新要素と調整を加えてスピンオフさせた作品である。本作のストーリーは、2013年に発売されたPlayStation 3用ソフト『ダウンタウン熱血行進曲 それゆけ大運動会 〜オールスタースペシャル〜』(以下、『AS』と表記)の後日譚にあたる。

### ゲーム内容

#### ゲームモード
- シングルプレイ

ストーリーモード。本作に登場する全25チーム個別のストーリーを楽しめる。
- フリーバトル

対戦モード。最大4人でのプレイが可能で、出現アイテム等の条件も自由に設定が可能。
- オンラインバトル

オンライン対戦モード。他プレイヤーのオンラインルームを検索することが可能。

### システム
- 怒りモード

『AS』での「熱血ヒート」システムの発展版。ダメージを受けることで専用ゲージが蓄積していき、一定値に達すると『怒り』状態となってキャラクターが赤くなり、ステータスがアップするほか、必殺技によっては性能が変化する。
例1)マッハキック…マッハキックIIに変化する。
例2)爆弾パンチ…敵にヒットすると攻撃範囲が拡大する爆発エフェクトが発生する。
- 新ステージの追加

格闘　壊
ダウンや必殺技による衝撃が一定量を超えると足場が壊れるステージ。格闘広のステージがベースであり、開始時は遠距離攻撃が得意なキャラクターが有利だが、試合が進行するにつれてステージが狭まってゆくため、次第に近接戦闘の得意なキャラクターが有利となる。
グラウンド
サッカーゴールのギミックがあり、一定時間ごとに投げ込まれるサッカーボールをゴールに入れると、敵全員にダメージを与えることができる。サッカーシリーズに登場したキャラクターはお馴染みの必殺シュートでゴールを狙うことができる。『AS』で登場していた各チームの応援ガールは、本作ではこのステージのみの登場となっている。
工場
ステージの周囲にベルトコンベア、中央にアイテムのスロットが設置されており、ステージの左右にあるスイッチを押すとアイテムが出現する。
波止場
中央が防波堤で仕切られている広いステージ。一定時間ごとにバイクが配置され、乗って敵を轢くことでダメージを与えられる。

### ストーリー
冷峰学園が主催した運動会は熱血高校の優勝で幕を閉じ、生徒会長・藤堂の企みは挫かれた。それから数日後、「トラ」を名乗る者による襲撃事件が起こるのと時を同じくして、街には「格闘大会」開催の告知ビラがばらまかれていた。誰もが襲撃事件と格闘大会の関連性を疑う中、先の運動会に参加したくにお達のみならず、様々な面々がそれぞれの思惑を抱きながら、参加を決断するのだった。

### 登場チーム・キャラクター
「ダウンタウンシリーズ」のみならず「熱血硬派シリーズ」「スポーツシリーズ」のキャラも含まれ、くにおくんシリーズ全体から満遍なく出演している。
熱血高校チーム
メンバー：くにお、すがた、ななせ、たかみね、もりもと、いちじょう　応援ガール：ももぞの
- 『行進曲』から御馴染み、正義の不良・くにお率いるチーム。格闘大会と同時期に発生した周辺の高校生への襲撃事件の関係性を疑ったくにおは、襲撃事件の犯人である「トラを名乗る者」の正体を突き止め真相を暴くため、強敵揃いの大会であろうと怯まず闘志を燃やす後輩たちを率い、大会へと出場する。くにおに『熱血新記録』での代表技「火の玉スパイク」、高峰に「かっくんシュート」などの技が追加されている。
- 『マッハ』…くにおの代名詞「マッハキック」が「マッハキックA」[1]として進化したのをはじめ、姿は「爆弾パンチA」、七瀬は「ダブルチョップA」、また1年生メンバーもキャラクター設定に準じた技構成に刷新された。また、一条のステータスが大幅に強化され、強力な武器殴りが復活している。

花園高校チーム
メンバー：りき、さおとめ、まえだ、よしの、わしお、しみず　応援ガール：しまだ
- 『行進曲』から御馴染み、くにおの永遠のライバル・りき率いるチーム。格闘大会と襲撃事件の関係性を疑ったりきは、運動会に出場したメンバーを招集し、自らに因縁の深い「ある企業」と大会の関連性や、襲撃犯「タイガーマスク」の正体、そして真美の後輩であり司会進行役を務める西野の安全確保、といった目的を果たすべく、大会へと出場する。りきには『熱血新記録』での代表技「ゴージャスパンチ」が追加されたほか、『AS』と比べ、前田がキック偏重のステータスに修正され、五月女や吉野は技構成が格闘向きに刷新されている。
- 『マッハ』…りきの代名詞「マッハパンチ」が「マッハパンチA」、同じく五月女は「オーラパンチA」、鷲尾は「マッハたたきII」に進化したほか、吉野はシリーズで馴染みのある「スクリュー」の使い手となり、前田に「ジャンプキック」、鷲尾に「豪速球」など、個性的な技が設定された。

冷峰学園チーム
メンバー：りゅういち、りゅうじ、はやさか、もちづき、こばやし、おとなし　応援ガール：あいはら
- 『行進曲』から御馴染み、ダブルドラゴン兄弟率いる強豪チーム。襲撃事件を調査していた音無の報告により、元々黒幕を追っていた小林をはじめ、配下にして親友である沼丘工業が襲撃された望月、実際に襲撃されかけた早坂、そして襲撃事件の犯人らが操る謎の格闘術に心当たりがあるダブルドラゴン兄弟、それぞれに戦う理由ができたことで、再度チームを結成し、大会へと出場する。
- 『マッハ』…それぞれの代名詞的な技が竜一は「爆魔双龍脚」、竜二は「天殺双龍拳」、小林は「マッハチョップA」、早坂は「マッハたたきII」に進化したほか、小林に「ハイパーガード」、早坂に「ブリーカードロップ」など、シリーズで馴染みのある技が復活した。

各校連合チーム
メンバー：ごうだ、ごだい、にしむら、さわぐち、くまだ、はやみ　応援ガール：きりしま
- 『行進曲』から御馴染み、豪田と五代を中心とした各高校の連合チーム。襲撃事件とは別に、豪田が暴走族を襲撃している噂が飛び交っていた。豪田は自分の名を騙る犯人の成敗と西野の安全確保のため、熊田は自分だけに招待状が送られてきた理由を知るため、五代は星草農業高校、西村と沢口は坂宿商業高校といった被害を受けた配下にある高校の意趣返しのため、速水は盗まれたバイクの手掛かりを求めて、格闘大会へ出場する。なお本作のストーリーでは、豪田や五代、西村＆沢口のキャラクター像は『熱血物語ex』の設定に準じたものとなっている。
- 『マッハ』…他キャラクターに流用されることの多かった豪田の代名詞「頭突きスペシャル」、ごだいの代名詞「棒術スペシャル」がそれぞれの固有技となったほか、西村に「張り手すぺしゃる」、熊田に「背負い投げ」など、旧シリーズで使っていた、あるいは設定に準拠した技が設定された。また、豪田のキック力が大幅強化されバランスが良くなった一方、沢口のステータスが下方修正されさらに弱体化してしまっている。

冷峰四天王チーム
メンバー：こばやし、きのした、たいら、もちづき、あおき、とみやま　　応援ガール：たのうえ
- 『熱血物語』でお馴染み、小林率いる冷峰四天王に、『熱血物語SP』では「小林親衛隊」として登場した2名を加えたチーム。四天王ヘッド・小林は、大会の黒幕に危険なチカラを察知した為、その芽を摘むべく「冷峰四天王チーム」を結成する。詳細を語らない小林ではあるものの、メンバーからの信頼は揺るがず、大会へ出場する。なお本作のストーリーでは、冷峰四天王の関係性やそれぞれのキャラクター像は『熱血物語ex』の設定に準じたものとなっている。
- 『マッハ』…小林は冷峰学園チーム時と別キャラクター扱いで「マッハたたき」が追加されている。四天王の面々も、望月の代名詞技「ニトロアタック」は彼の専用技となったほか、木下に「デビルチェーン」、平に「マッハふみふみA」など、旧シリーズでそれぞれ馴染みの深い技が復活・進化した。木下と平は素手格闘が大幅に弱体化し、武器・投げ編重のステータスに刷新されている。

冷峰元生徒会チーム
メンバー：おにづか、まつど、なかむら、こが、いちかわ、むとう　応援ガール：かなえ
- 冷峰元生徒会長・鬼塚率いる元生徒会メンバーに松戸を加えたチーム。格闘大会に参加する不良たちを排除せよ、と持ち掛けてきた藤堂に対し、持ち前の責任感から参加を承諾する鬼塚達だったが、その藤堂は変身した松戸であり、まんまと騙されたまま大会へと出場する。怒りシステムのメリットを受け、鬼塚の強さに磨きがかかっている。
- 『マッハ』…ストーリーで重要な位置付けを担う松戸のステータスが大幅に上方修正されている。鬼塚は「人間ドリルA」と「大車輪投げ」、松戸は「マッハスイング」など、旧シリーズで馴染みの深い技が復活・進化した。

冷峰運動部チーム
メンバー：れいか、もりさわ、ごとう、くにたち、いりえ、かわだ　応援ガール：さが
- テニスが得意な我儘令嬢・麗華率いる様々な運動部員で構成されたチーム。運動会での失態により生徒会長の座を失脚した藤堂だったが、襲撃事件や格闘大会の真相を暴いて功を上げ、表舞台へ返り咲くきっかけを掴むべく、未だ彼を支持する麗華をはじめとした運動部の面々に頼り、それを快諾した一同は大会へ出場する。
- 『マッハ』…麗華は打たれ強さが大幅に上方修正され格段に使いやすくなったほか、森沢はバレーボールにちなんだ「ハイパースパイク」と「がっちりブロック」といったように、各自の所属部活動にちなんだ技に刷新されている。キャラクター数の増加に伴い、後藤と国立のデザインが前作までのものから変更されている。

明暗高校チーム
メンバー：かとう、たかはし、ささき、きむら、はやし、やまざき　応援ガール：みずはら
- くにおの宿敵・山田が所属する高校であり、妖しい術を駆使する「かとう」率いるデコボコチーム。メンバー全員が山田になんらかの恨みを抱えている。「かとう」と「やまざき」の元に格闘大会への招待状が届くが、招待状と同時に怪しい気配を感じるようになったことで、「やまざき」はある男から授けられた怪しいチカラとの関係を訝しむ。そうとも知らずやる気に満ちたかとうは再びチームを結成し、大会へ出場する。「山田の術」の使い手である「かとう」、「やまざき」は、広いステージや武器の数が多いステージで猛威を奮う。
- 『マッハ』…4名のステータスが上方修正されたほか、「ささき」は「背骨ぶっ壊し」、「はやし」は「ずさーパンチ」など、技の刷新が行われている。

秋葉学院チーム
メンバー：たかおか、かわなか、ふくま、もとわき、かみかわ、ちとせ　応援ガール：たくも
- 体力は低めだが、見様見真似の必殺技を扱うチーム。コピー能力とすらいえる彼らの器用さに黒幕から目を付けられ、チームに大会の招待状が届く。高岡は数日前に襲撃事件を目撃し、襲撃犯に不意打ちを食らわせて撃退しており、その復讐に怯えるあまり参加を拒むが、河中によって既に参加手続きは完了（大会規約上、参加のキャンセルは不可能）しており、泣く泣く大会へ出場する羽目になる。
- 『マッハ』…4名のステータスが上方修正されたほか、全員にメカを用いた移動兼突進技「ブースター」が設定され、戦略の幅が広がった。

千里台高校チーム
メンバー：そのかわ、もり、いとう、おぐら、さかがみ、つちだ　応援ガール：ほうづき
- 『熱血物語』でお馴染み「千里台ボンバーズ」の面々。相変わらずの素人集団ながら、持ち前の体力で耐えるチーム。園川の代名詞にして謎の奥義「ビックバング」に目を付けた黒幕により、大会への招待状を受け取ることになった園川だったが、大会と襲撃事件との関係性を疑い、過去に迷惑をかけた花園高校への贖罪と花園町の風紀を守るため、再びチームを結成し、大会へ出場する。
- 『マッハ』…園川に「人間ヘリ」が追加されたほか、伊藤は「スプリングキック」、土田は「肘落とし」といった技の刷新や、前作まではキック主体だった小倉は武器主体の技構成に変更されている。

服部学園チーム
メンバー：よりつね、みつさだ、くわたり、あかぼし、みつ、とびた　応援ガール：きりがくれ
- 過去作で何度か登場した学園で、忍者養成学校ならではのスピードに長けたチーム。5名が「忍者シュート」を使うことができる。光定と頼経による襲撃事件の調査により、襲撃者の動きが「ダブルドラゴン兄弟」こと服部兄弟に似ていることを突き止める。自校の理事長の息子にして旧友でもある服部兄弟への嫌疑を晴らすため、再びチームを結成し、大会へ出場する。普段は忍者然たる外面を取り繕っているが、ところどころで妙にノリが軽い素の性格が出てしまっている。
- 『マッハ』…頼経に「あのよいきドロップ」が追加されたほか、他メンバーには瞬間移動技「空遁」や「忍疾風」が追加されている。

影村学園チーム
メンバー：かみじょう、やまもと、もちだ、こんどう、おおにし、かい　応援ガール：うすば
- 武器攻撃やダウン追い打ちを得意とするチーム。格闘大会のビラを目にして、例によって実力者達を倒し目立とうと目論む上条＆山本コンビは、運動会でのメンバーを強引に招集して再びチームを結成し、大会へ出場する。黒幕側からすると彼らには因縁も特段目をつけるべきところもないため、勝ち上がっても全く歓迎されないという哀しい扱いをされている。なお本作のストーリーでは、上条＆山本のキャラクター像は『熱血物語ex』の設定に準じたものとなっている。
- 『マッハ』…上条に専用技「ローキック」が追加されたほか、持田は「背骨ぶっ壊し」、大西は「高速張り手」など、技の刷新が行われ、個性が色濃くなった。

恐山商業高校チーム
メンバー：うがじん、たまやま、えんま、ふけ、うんたに、こうづま　応援ガール：うずひ
- 全員が異様な打たれ強さを誇る霊媒師チーム。イタコの口寄せにより「成仏されないクマの亡霊に取りつかれた者達を救わねば山の怒りに触れる」、「格闘大会に出なければ山の怒りに触れる」との情報を得た宇賀神たちは、その真相を確かめるべく、再びチームを結成し、大会へ出場する。
- 『マッハ』…宇賀神は『サッカーリーグ』で御馴染みの「トリプルアクセル」「必殺タックル」が復活したのをはじめ、他メンバーには移動兼体当たり技「魂の帰還」や「魂の衝撃」、また『サッカー編』で御馴染み「うらめしや」の入った武器投げ技(必殺シュート)が使えるようになった。

百合ヶ丘女子チーム
メンバー：ちなつ、ゆき、めぐみ、まみ、あつこ、かずよ　応援ガール：ようこ
- 男勝りの性格と、キュートなマジックを駆使して戦う女子チーム。宝陵高校・豪田に心酔する「ちなつ」は、豪田の暴走族狩りの噂について、死愚魔高校・佐治から真相を確かめるのに協力するよう要請される。暴走族が狩られるのは自業自得、と断じながらも、愛する豪田のため、志を同じくする仲間たちと再びチームを結成し、大会へ出場する。
- 『マッハ』…4名のステータスが上方修正されたほか、『ホッケー部』でお馴染み「くまさん」の武器投げ技(必殺シュート)が使えるようになった。

死愚魔高校チーム
メンバー：さじ、ゆきざき、ほしな、ゆさ、そうま、かざと　応援ガール：まみや
- サッカーが得意な走り屋たちのチーム。キックやヘディングを使った必殺技が得意。宝陵高校・豪田に心酔する面々だが、風戸の友人が豪田に襲撃されたことを受けてもなお豪田の無実を信じ、格闘大会と襲撃事件、そして豪田の噂の関係性を疑い、大会へ出場する。
- 『マッハ』…全員がサッカーに関連した技に刷新されるとともに、佐治と相馬は『サッカー編』で御馴染み「ウイリー」の武器投げ技(必殺シュート)が使えるようになった。

わーるど選抜チーム
メンバー：ジョニー、ラファエル、へいるまん、らおちぇん、ビリー、ジミー　応援ガール：フォーリン
- 世界各地から有名な猛者が集結した実力一級品のチーム。運動会も終わり帰途に就くばかりのメンバーたちの下に、格闘大会の招待状が届き、突如舞い込んだエキサイティングなイベントにジョニーたちは湧く。メンバーではただ一人難色を示していた「らおちぇん」も、代わりにアメリカ代表の「ういりあむ」を呼ぶという提案に反発し参加を表明したため、一同は滞在を延長し、大会へ出場する。
- 『マッハ』…メンバー全員にステータスのバランス調整が入っているほか、ラファエルは「ゴージャスパンチ」、らおちぇんは「ぶよぶよシュート」など、登場作品に準じた技構成に見直された。ジョニーはステータスこそ下方修正されたものの、新技「反射蹴り」、「Jスルー」に刷新されている。

じゃぱん選抜チーム
メンバー：とらいち、とらじ、げんえい、とびやま、つげ、けん　応援ガール：みしろ
- 『熱血格闘伝説』のラスボス・ダブルタイガー兄弟を軸に集った日本男児たち。襲撃事件の犯人だと疑いをかけられたダブルタイガー兄弟は、服部兄弟と因縁を持ち、襲撃犯の正体を追っていた柘植の協力を得る。時を同じくして、くにおを敵視するケンにより、大会への出場で夢見町の近場に滞在していた「とびやま」と「げんえい」の協力も得られたため、再びチームを結成、それぞれの思惑を胸に秘め、大会へ出場する。なお、本作のケンは「以前フィクションでくにおと生き別れた兄弟の役を演じていた、くにおをライバル視している男」という設定となっている。
- 『マッハ』…メンバー全員にステータスのバランス調整が入っているほか、技構成が大幅に見直され、虎一は「タイガーファング」、虎二は「タイガークロウ」、柘植は「雷撃手裏剣」など、個性が彩られた。柘植は大幅なステータス上方修正によりキャラクター設定上の強さが再現されたほか、ケンはステータス、技構成ともにキャラクター性が一新されている。

トビオカCCチーム
メンバー：しんごFJ2、RK300-1、RK300-2、RK300-3、RK300-4、RK300-5　応援ガール：ともりん
- 最新技術の粋を集めたロボット軍団。基本的な技しかプログラムされていない。先日の運動会でくにおのデータをゲットしたトビオカは、そのデータをインプットしたサイボーグたちの試運転のため、大会へ出場する。
- 『マッハ』…しんごFJ2はバランス調整によりステータスこそ大幅に下方修正されたものの、代名詞技「波動砲」が復活したほか、RK300-3、RK300-4、RK300-5はステータスが大幅に上方修正されている。

時代劇チーム
メンバー：くにまさ、つるまつ、りきごろう、ぶんぞう、じゅうきち、あさじろう　応援ガール：おこと
- なぜか江戸時代からタイムスリップしてきた面々。『AS』では購入特典DLCによる追加チームだったが、本作では最初から使用できる。それぞれの個性に特化されたステータスと、『時代劇』でお馴染みの必殺技を用いる。先日の運動会に続き、またもや未来の世(夢見町)に飛ばされてきたくに政達だったが、力五郎が集めた情報から、元の時代に帰る方法の手掛かりを求めて、大会へ出場する。なお本作のストーリーでは、くにお達が役者となって演じている体の『時代劇』ではなく、別キャラクター扱いである『熱血時代劇』に準じたものとなっている。
- 『マッハ』…全員にステータスのバランス調整が入っているほか、技構成が見直され、重吉に「スクリュウII」、浅次郎に「人間ヘリ」等、お馴染みの技が復活し個性が彩られた。

熱血ドッジ部チーム
メンバー：闘球くにお、闘球ひろし、こうじ、いちろう、しんいち、みつひろ　応援ガール：まどか
- 世界を制した御馴染みのドッジボール部。ステータス・必殺技が武器投げに特化されたピーキーなチーム。『AS』では購入特典DLCによる追加チームだったが、本作では最初から使用できる。格闘大会の招待状がひろしだけに届き、主催者は自分に関係のある人物ではないか、との推測に戸惑う中、くにおは半ば強引に「熱血ドッジ部」として参加手続きを指示し、主催者の正体を確かめるべく大会へ出場する。
- 『マッハ』…しんいち、みつひろにステータスのバランス調整が入っているほか、初期状態で武器を所持しているため扱いやすくなった。

熱血魔法物語チーム
メンバー：クーニー、リッキー、ゴーダー、ゴーダイ、サンジュ、イジョー　応援ガール：マーミ
- なぜか別次元から召喚されてきた面々。ステータス、技構成が武器殴りに特化されたピーキーなチーム。『AS』では購入特典DLCによる追加チームだったが、本作では最初から使用できる。突然異世界(夢見町)に飛ばされてきたクーニー達だったが、リッキーが集めた情報から、元の世界に帰る方法の手掛かりを求めて、大会へ出場する。
- 『マッハ』…魔法技が新たに実装された。クーニーの「名も無き剣技」やリッキーの「漆黒」、サンジュは「爆破魔法」、イジョーは「電撃魔法」等、それぞれかなり癖が強いものの、強力な技が揃っている。

応援ガールチーム
メンバー：はせべ、こうづき、ももぞの、しまだ、あいはら、きりしま　応援ガール：さおり
- 「ダウンタウンシリーズ」のヒロイン・長谷部と、『行進曲』から御馴染みの女の子たちのチーム。『AS』ではDLCによる追加チームだったが、本作では最初から使用できる。体力こそ低いが、全員が多彩な技を駆使するテクニカルなチーム。先日の運動会では黒幕を突き止め鉄拳制裁を下した長谷部だったが、格闘大会に黒幕の一人が参加することを察知し、メンバー達と縁のある花園高校・西野の安全確保とあわせて、良からぬ企みをまとめて打ち砕くべく再びチームを結成、大会へ出場する。
- 『マッハ』…打たれ強さが大幅に上方修正され、かなり扱い使いやすくなった。長谷部の代名詞技「鉄山靠」は怒りモードでは三段技に変化し『AS』で披露した鉄拳制裁が再現されたほか、桃園は「がっちりブロック」、島田は「爆弾キック」、霧島は「頭突きアタック」、藍原は多段ヒットする「飛びひざ蹴り」といった個性ある技に刷新されている。

チームミスズチーム
メンバー：ミスズ、くみこ、みゆき、みさこ、きょうこ、みほ　応援ガール：ももこ
- 「熱血硬派シリーズ」の名物キャラクター・ミスズ率いる、熱血硬派シリーズから集められた女子チーム。『AS』ではDLCによる追加チームだったが、本作では最初から使用できる。「みゆき」からの呼び出しで集まった「みさこ」＆「きょうこ」、そして大阪から駆け付けた「みほ」。格闘大会の開催を聞きつけて血の気が昂っているミスズと、そんなミスズを必死に宥めている「くみこ」の様子を聞かされ、みさこ＆きょうこはミスズへの恐怖から、みほは因縁深いある人物の動向を追うために参加を表明し、再びチームを結成、大会へ出場する。
- 『マッハ』…ステータス全体にバランス調整が入り、かなり扱い使いやすくなった。ミスズには突進技「みすずタックル」が追加されたほか、みさこは「大旋風」、きょうこは「スクリュービンタ」、みほは「ジェットアッパー」など、専用技に刷新されている。

獅子連合チーム
メンバー：ししおう、ぎんじし、うきょう、さきょう、まじし、べにじし　応援ガール：ざんにんかんじょ
- 『乱闘協奏曲』より、関東獅子連合の面々。『AS』ではDLCによる追加チームだったが、本作では最初から使用できる。暴走族への襲撃事件を調査している「ぎんじし」は、格闘大会と襲撃事件の関係性を疑い、「ししおう」たちに大会への参加を提案する。打倒・くにおに燃える面々は快諾し、くにおとの再戦と襲撃事件の犯人を倒すため、大会へ出場する。
- 『マッハ』…『乱闘行進曲』で繰り出してきたそれぞれの技が再現・復活したほか、他キャラクターからの流用だった技がアレンジされた専用技に刷新されている。

アウトローチーム
メンバー：さぶ、かつじ、てつ、げん、りー、よしひろ　応援ガール：ゆきお
- 「熱血硬派シリーズ」で御馴染み、三和会組長・さぶ率いる危険なヤツら。『AS』では隠しチームだったが、本作では最初から使用可能。先日の運動会に参加するもくにおとの対峙は叶わず、このままでは裏社会での信用が地に落ちてしまうと危惧しているところに、格闘大会開催の知らせが届く。くにおへの雪辱を果たすべく、くにおに恨みを抱く「よしひろ」の協力を得て大会へ出場する。
- 『マッハ』…「熱血硬派シリーズ」ラスボスの代名詞である拳銃が解禁され、さぶは「怒りの弾丸」、よしひろは「ラストゲーム」が実装された。全員の技構成が見直されたほか、りー、よしひろは固有のモーションが設定されている。

ボスチーム(ウー ワン フー)
メンバー：つばき、みやこだ、しもきた、みやがさき、なか、すみ
- 本作の新キャラクターであり、黒幕に加担する武闘集団。謎の格闘術を操るボス・椿と、その腹心である精鋭「タイガーファイブ」で構成されている。ストーリーでは全チーム共通のラストボスとして登場し、タイガーファイブのうちいずれか一人と先に試合を行い、その次の試合でタイガーファイブの空いた枠にむなかた、まつどのどちらかが加わったボスチームと勝負する流れとなる（アウトローチームのみ例外的にみすずと戦った上でくにおが率いるウー・ワン・フーと戦うことになる）。
- 『マッハ』…隠しチームとして、特定条件を満たすと使用可能となる。一部キャラクターはストーリーモード仕様から技構成が変更されている。

その他の登場キャラクター
むなかた
『番外乱闘編』のラスボスにして、本作の黒幕の一人。自業自得ながら以前くにお＆りきにボコボコにされた恨みを晴らすべく、椿率いる「ウー ワン フー」と手を組み、格闘大会を開催する。
花園町で幅を利かせる大企業の息子であり、藤堂グループの御曹司・藤堂や、かつて栄華を極めた小林産業の元社長子息・小林とも因縁をもつほか、女好きな性格からか女の子がいるチームのラスボスとして立ちはだかる。
チームには所属していないが、特定条件を満たせば無所属キャラクターとして使用可能になる。
にしの
花園高校1年生で、りきの彼女・真美の後輩。アルバイトとして格闘大会の司会を務める。りき＆真美と親しいくにお＆長谷部、彼女の叔母が自校の教師である豪田＆霧島など、主要キャラクターに接点が多いため、彼女の身を案じて大会に参加したチームも多い。
普段は下卑ている宗方も、彼女の真面目な仕事ぶりを賞賛し報酬を弾んであげており、いたって円満に業務を終えている。
とうどう
「ダウンタウンシリーズ」でお馴染み、藤堂グループの御曹司。前作での悪業が祟り生徒会長の座を降ろされてしまうものの、「冷峰運動部チーム」のメンバーなど一部の生徒からは未だに支持されており、本人も返り咲きを企んでいる。
やまだ
「ダウンタウンシリーズ」でお馴染み、悪の大ボス。「明暗高校チーム」のストーリーにて少しだけ登場する。
本作では黒幕の悪企みに関与していないものの、相変わらずのセコさゆえに方々から恨みを買っている。
トビオカ
『AS』から引続き、懲りもせずによからぬことを企んでいるトビオカコンチェルンの御曹司にして天才。「トビオカCCチーム」のストーリーなどで登場する。
「トビオカCCチーム」のロボット機達は宗方興業が購入しており、参加チームの活躍により大損害を被る目に遭っている。

## ダウンタウン乱闘行進曲マッハ
『ダウンタウン乱闘行進曲マッハ』は、アークシステムワークスより2019年10月10日に配信開始されたゲームソフト。前作に各種追加要素を施したバージョンアップ版。対応プラットフォームには新たにNintendo Switchが追加されている。

### 前作からの変更点

#### ゲームモード
フリーバトルに新たに3種類のモードが追加された。
- タッグマッチ(1人用～4人用)

4つのチームが2つのグループに分かれ、2対2で対戦するモード。『AS』からストーリーモードでは導入されていたが、自由に遊べるようになった。
- チェンジマッチ(1人用～4人用)

キャラクターが倒れても、すぐさま次のキャラクターに交代し、バトルを続行するモード。キャプテンは常に怒りモードとなる、様々な効果が表れる専用アイテム「びっくり箱」など、本モードのみの仕様もあり、一味違った楽しみ方が可能。
- エンドレスバトル(1人用)

好きなキャラクターを選び、体力が尽きない限り終わらないバトルに挑む。隠しキャラクターの解放条件にもなっている。

#### システム
チーム、キャラクターの追加
前作の25チームに加え、新たに6チームが登場する。またチームエディットでのみ使用可能なキャラクターも追加された。
必殺技の追加と刷新
必殺技が大量に追加され、過去のシリーズ作品で馴染みのある必殺技が復活する、キャラクターの人物像・設定が反映された専用必殺技が追加されるなど、その数は250種類以上に及んでいる。それにあわせて、キャラクターによっては使用可能な必殺技の構成が見直されており、同じ必殺技を使うキャラクターが大幅に減ったこともあわせて、キャラクターの個性を演出することに一役買っている。
ゲームバランスの調整
必殺技ヒット時の硬直時間が削除されるなど、全体的にゲームスピードが向上したほか、キャラクターのステータス調整により、極端に高いまたは低いキャラクターが減らされ、対戦ゲームとしての遊びやすさが向上している。
ステージ、アイテムの新規追加
キャラクターが巨大化する「タケノコ」をはじめ、感電状態にさせる「スタンガン」や、怒り状態になる「ホットソース」、ダッシュ状態になる「目覚ましドリンク」のマイナス効果があるアイテムも追加されている。
チームエディットの実装
最大5チームまでチームを作成することが可能となった。『AS』でのチームエディットと比べると、メンバーの組み合わせに制限はない、6名未満のチームを作ることはできない、などの違いがある。

### 追加登場チーム・キャラクター
レジェンドチーム
ひめやま、みどう、しばた、すが、えびはら、やまいし
- 『熱血格闘伝説』で登場した、格闘家高校生達のチーム。かつて大会で拳を交えたダブルタイガー兄弟が襲撃事件との関りを聞きつけ、その真相を確かめるべく大会に参加する。全員が同作で登場した技で構成されており、ひめやまは3連続蹴り上げの「マッハキックSP」、すがは3連発正拳突きの「マッハパンチSP」を駆使する。

霧雨実業高校チーム
かざおか、なかだい、もんぜん、たぬま、てらぞの、おぐま　応援ガール：はなしま
- 風使いの忍者の末裔・風丘率いる影村学園のライバル校。ステータスは平均的だが、強力な空中技を持つメンバー揃っている。影村学園の格闘大会参加を聞きつけ、負けじと大会に参加する。風丘をキャプテンとしてチームを組んではいるが、仲代や寺苑は風丘を嫌っており、司会の西野からも軽蔑されている。

緋乃島高校チーム
あいじま、よこみぞ、にしわき、きわだ、みくら、かわさき　応援ガール：たけいし
- 本作の新キャラクター。優秀なオフェンス能力を備えており、インファイトを得意とするチーム。一方的にくにおをライバル視している相嶋、りきに恨みを抱えている横溝、麗華に惚れられている豪田に嫉妬する西脇は元より、藤堂のスパイである木和田、黒幕とつながっている三倉に至るまで、謎の薬を投与され正気を失っている。

オールアメリカチーム
うぃりあむ、ゴーファー、スティーブ、アレックス、トニー、ピエール
- 『ドッジボール部』のアメリカ代表キャプテン・うぃりあむをはじめ、様々な作品でくにおの前に立ちはだかったアメリカ各界の強者が集まったゴージャスなチーム。

ワールドサッカーチーム
らふぁえれ、えっけると、あびれす、わりおば、ぬげま、ぶみぽん
- 『サッカーリーグ』で登場した、各国代表チームのエースプレイヤーが一堂に会したドリームチーム。もちろん同作で使う必殺技や必殺シュートを駆使する。

夢見チーム
じじい、ポール、さんぺい、なすお、かりや、ひらめ
- GB版『行進曲』で登場した、冷峰学園のお膝元・夢見町商店街の猛者達。隠しチームであり、特定条件を満たすと使用可能となる。各校連合のメンバーと同じステータスを持ち、冷峰学園の生徒達の技を真似して戦う。

チームエディット専用キャラクター
虎島第四実業高校の猛烈応援団長「ひまだ」や、白鷹工業高校の変わり者「ねだち」といった現代の高校生キャラクターから、関東獅子連合の「きんじし」、『時代劇』の強敵「じんろく」や悪役「とらぞう」など、特定条件を満たすことで使用可能となる。